# Luna de Xelajú
Luna de Xelajú (spanisch für Mond von Xelaju) ist ein populäres guatemaltekisches Volkslied im Walzer-Stil, das quasi den Stellenwert einer „zweiten Nationalhymne“ einnimmt.

## Inhalt
In dem Lied singt der Protagonist zum über der zweitgrößten guatemaltekischen Stadt Xelaju leuchtenden Mond von seinem Kummer, unter dem er leidet, seit seine große Liebe ihn verlassen hat.

## Geschichte
Der Überlieferung zufolge schrieb Paco Pérez das Lied aus Verehrung für Eugenia Cohen Alcahé – eine junge Frau jüdischer Herkunft aus der High Society von Quetzaltenango (der Stadt, die in der Maya-Sprache als „Xelaju“ bezeichnet wird) –, nachdem diese die Stadt verlassen hatte und nach Mexiko gereist war. 1944 belegte Pérez mit seinem erfolgreichsten Lied bei einem Wettbewerb in Guatemala-Stadt den dritten Platz.

## Versionen
Das Lied wurde von einer Reihe von in- und ausländischen Interpreten gecovert und gehört unter anderem zum Repertoire der Fans vom Club Xelajú MC.
Zu den Künstlern, die das Lied gesungen haben, zählen neben Guatemalteken wie Gaby Moreno und die Grupo Rana unter anderem die Mexikaner Lucha Villa und Pepe Aguilar sowie der spanische Opernsänger Plácido Domingo.